# بخش کمبریج (شهرستان کراوفورد، پنسیلوانیا)
بخش کمبریج (به انگلیسی: Cambridge Township) یک منطقهٔ مسکونی در ایالات متحده آمریکا است که در شهرستان کرافورد، پنسیلوانیا واقع شده‌است. بخش کمبریج ۵۵٫۹۱ کیلومتر مربع مساحت و ۱٬۴۴۸ نفر جمعیت دارد.